# 北海道日本ハムファイターズの応援団
日本ハムファイターズの応援団（にっぽんハムファイターズのおうえんだん）とは、プロ野球・日本ハムファイターズを応援する応援団のことである。

## 全国闘将会
全国闘将会（ぜんこくとうしょうかい）は北海道日本ハムファイターズの私設応援団で、札幌・東京・大阪・福岡にそれぞれ支部がある。

### 概要
2003年(平成15年)、それまでいくつかの団体が活動していたが、翌2004年の北海道移転を機に名称変更や解散・消滅・統合等で全て統合して全国闘将会が発足した。
現在、一軍の公式戦及びフレッシュオールスター等で活動する唯一の団体である。
基本的にはどの支部もチームが試合がその地域である場合を中心に応援を行っているが、例えば札幌闘将会の団員が他地区に遠征したり、逆に各支部の団員が札幌ドームに遠征することは普通にあり、各支部の団員によっては、在住支部以外の地区の試合に多く遠征する者もいる。
開幕戦やポストシーズン等の特別な試合においては各支部の団員の多くが集まる。
長年続いたオレンジ色の法被は1982年にユニフォームがオレンジベースに変更された事に合わせたものが由来である。
その後、1993年の縦縞へのユニフォーム変更、2004年の北海道移転後も法被の色は一切変わっていなかったが、2023年(令和5年)3月30日のエスコンフィールドHOKKAIDOで行われた開幕戦から法被と旗が球団カラーに合わせた水色に一新された。オープン戦の段階ではオレンジの法被を着用していた。

#### 札幌闘将会
北海道移転の前年2003年後期に発足。当時本部の東京闘将会から何名か札幌に引っ越し、また札幌でも団員の公募活動を行い、立ち上がった。
本拠地の札幌ドームや北海道の各球場を中心に応援活動している。
- 東京時代の球団旗調に「札幌闘将会    FIGHTERS    -HOKKAIDO-    SINCE 2004」
- 「左上に右上がりにHOKKAIDO　中央にFIGHTERS(ワードマーク)　右下に右上がりに札幌闘将会    SINCE 2004」※法被が変更されてから登場
- 超ビッグサイズの北海道移転後の球団旗

#### 闘将志天
当初は東京闘将会であったが2006年途中に活動停止となり、2007年から闘将志天に改称し再活動となった。
旧本拠地であった東京ドームなど関東・東北地方を中心に応援活動している。
東京闘将会の前身となる関東烈闘会時代は、他の11球団の応援団がチャンステーマを作る中で中々チャンステーマを作っていなかったが、2000年に森範行、橋上秀樹に使用されていた応援歌を流用する形で初めてチャンステーマが作られた。
旧本拠地であったこともあり、各地区の闘将会の中では一定の自主的な応援が行われており、東京ドームでの主催試合では、移転前の応援スタイルが引き続き使用されており、2007年からは、ビジターでの東京ドームの試合（交流戦の読売ジャイアンツ戦など）でも、移転前の応援スタイルが使用されるようになった。
また、2008年以降関東限定・東京ドーム限定のチャンステーマも使用されるようになり、闘将会の中では独自色を出している。
東京時代の球団旗や片岡篤史等、2003年以前に在籍していた選手の横断幕等も所有している。
- 旗
  - 「全国日本ハムファイターズ私設応援団    一戦力闘 不屈の闘志    飛翔天    全国闘将会    SAPPORO-TOKYO-OSAKA-FUKUOKA」
  - 「不敗不滅　戴天魂　逆境こそ我が道なり　全国闘将会    SAPPORO-TOKYO-OSAKA-FUKUOKA」
  - 右肩上がりに「闘将志天」、右下がりに「東都の誇り 此処にあり」、下部に「全国闘将会」
- 横断幕
  - 「克己心が導く 覇道へ翔け 中田翔    全国闘将会」
  - 「久遠に高く 理想の道を征け 清宮幸太郎　全国闘将会 闘将志天」

#### 大阪闘将会
京セラドーム大阪を中心に関西地方で応援活動している。
- 旗
  - 「優勝目指し限り無く    覇夢    全国広域迅雷魂 大阪闘将会」
- 横断幕
  - 「遥かに輝く光の先へ    霆撃煌々 西川遥輝    大阪闘将会」
  - 「優勝目指し限り無く    覇夢    全国広域迅雷魂 大阪闘将会」※2024年頃に登場

#### 福岡闘将会
みずほPayPayドームを中心に応援活動している。
- 旗
  - 「北の大地に茜射し 西の夜空に夜空に橙志燃ゆ   福岡闘将会    北の旗印在る処 烈風勇舞し覇を渡さん」
  - 「北海道日本ハムファイターズ 私設応援団 西の地に舞う 気鋭の勇士 烈風  福岡闘将会」※法被が変更されてから登場

## かつて活動していた団体
- 闘将戴天東京応援団
- 関東闘将戴天
  - 「日本ハムファイターズ私設応援団    我ら闇夜に輝く闘将戴天    烈Fs闘    関東闘将載天」
- 関東烈闘会 - 現在の、闘将志天（東京闘将会）の事実上の前身とも言える存在。2代目東京応援団から若手団員が「闘将戴天東京応援団」として独立して発足。その後、関東闘将戴天と名称が変わり、1998年に関東闘将戴天から再編・改称し発足。2003年、関東応援団、闘将迅雷関西応援団、疾風迅雷九州応援団と統合し、全国闘将会が発足。
- 東京幸雄会
- 東京勇騎会 - 1998年に東京幸雄会から再編・改称し発足。2001年夏をもって解散し、関東烈闘会に統合。
- 2代目東京応援団 - 1988年に東京ドームが本拠地となったのをきっかけに、嵐を呼ぶ会とファイターズ応援会が合併し、発足。法被ではなく、レプリカユニフォームを着用しての応援を実施していた。
- 関東応援団 - 1998年に2代目東京応援団から再編・改称し発足。関東烈闘会、東京勇騎会と共に、本拠地を中心とした応援活動を行っていた。2003年、関東烈闘会、闘将迅雷関西応援団、疾風迅雷九州応援団と統合し、全国闘将会が発足。
- 嵐を呼ぶ会
- ファイターズ応援会
- 東京応援団(初代)
- ファイターズ外野応援会
- ファイターズ東京応援団
- 関西応援団東京支部
- 湘南会
- 関東爆東会
- サンデーグロス
- 燃えろ誠剛
- 酒会（さっかい）
- TEAM　CANADA
- 大日本野宿党
- OSAKA応援団
- 関西応援団･大阪北工場応援団（社員応援団）
- 闘将迅雷関西応援団 - 現在の、大阪闘将会の事実上の前身とも言える存在。2003年、関東烈闘会、関東応援団、疾風迅雷九州応援団と統合し、全国闘将会が発足。
- 和泉会
- 九州応援団
- 福岡疾風会
- 田村藤夫会
- 疾風迅雷九州応援団 - 現在の、福岡闘将会の事実上の前身とも言える存在。2003年、関東烈闘会、関東応援団、闘将迅雷関西応援団と統合し、全国闘将会が発足。
- 札幌応援団